# Rhabdomastix (Rhabdomastix) fasciger
Rhabdomastix (Rhabdomastix) fasciger is een tweevleugelige uit de familie steltmuggen (Limoniidae). De soort komt voor in het Nearctisch gebied.